# テレコム・ブルターニュ
テレコム・ブルターニュ（Télécom Bretagne）は、1977年から2016年にかけて存在した工学系グランゼコール。旧称はブルターニュ国立高等電気通信学校（École nationale supérieure des télécommunications de Bretagne、ENSTB）。
2016年にナント国立高等鉱業学校と合併し、アトランティック・ブルターニュ・ペイ・ド・ラ・ロワール国立高等鉱業・電気通信学校（École nationale supérieure Mines-Télécom Atlantique Bretagne Pays de la Loire）が設立された。
1993年のIEEE国際会議で発表されたターボ符号（電子工学科のClaude Berrou教授とAlain Glavieuxが発明）の発明やWiMAX規格のベースとなる「プロダクトコード」の発案など、電気通信研究に貢献している。
ブレスト近郊のブレスト・イロワーズ・テクノポール内のプルザネ、レンヌのアタランテ・テクノポール内のレンヌ、そしてトゥールーズの3つのキャンパスに設置していた。